# Sonata per a piano núm. 7 (Beethoven)
| I. Presto                                                 |
|                                                           |
| Enregistrament del novembre de 2008 (Usuària La pianista) |
|                                                           |

La Sonata per a piano núm. 7 en re major, opus 10 núm. 3, és la tercera de les tres Sonates op. 10 de Ludwig van Beethoven dedicades a Anna Margarete von Browne, la dona del comte Johann von Browne (1767-1827), un diplomàtic rus resident a Viena que era un dels mecenes de Beethoven. La comtessa també va rebre les dedicatòries de les Variacions, WoO 76 i WoO 71. Les primeres crítiques van elogiar les Sonates op. 10, assenyalant que van ser compostes en "un estil viril i seriós." Aquesta és una composició del primer període creatiu, anticipant obres en do menor més notables, com la Sonata Patètica i la Cinquena simfonia. Les tonalitats de les tres Sonates op. 10 són do menor, fa major i re major. La primera sonata es va iniciar el 1795 i aquesta tercera fou completada el juliol de 1798. Foren publicades a Viena el setembre de 1798 per Eder.
Aquesta sonata, la tercera de l'opus 10, és la més llarga, d'un nivell ben superior al de les dues primeres. La seva composició va ser contemporània a la dels primers trios de corda, de les primeres sonates per a violí i de les dues romances per a violí i orquestra. Va precedir la composició de la «Patètica».
El moviment inicial és molt llarg.

## Estructura
Comprèn quatre moviments i la seva execució dura aproximadament uns vint minuts:
1. Presto
2. Largo e mesto
3. Menuetto (allegro)
4. Rondo (allegro)